# 五島テレビ
株式会社五島テレビ（ごとうテレビ）は、長崎県五島市に本社を置き、同市をサービスエリアとするケーブルテレビ、コミュニティ放送「gotoFM（ごとうエフエム）」、光ファイバーによるインターネット接続サービスを手掛ける第三セクター。

## 沿革
2001年10月、旧南松浦郡富江町をサービスエリアとするケーブルテレビ局「富江ケーブル」として創業。市町村合併後の五島市の「e-むらづくり事業」によって整備された光ファイバーなどを借り受け、市の多くの地域をサービスエリアとするようになり、2008年3月「五島テレビ」に改称。
2008年12月22日、五島市議会の決議に伴い、市の出資による第三セクターとなった。これは地上デジタル放送のデジタルヘッドエンドを購入する際、第三セクター化することで国の補助制度を利用することを可能にするためであった。

## 年表
- 2001年10月4日 - 創業[1]
- 2012年7月 - インターネットサービス「五島インターネット」「五島光インターネット」開始[1]
- 2019年
  - 1月 - 本社を五島市三尾野町（メディアセンター）に移転[1]
  - 4月 - 五島市が放送・通信設備および五島市内光ネットワーク一式を有償譲渡、インターネットサービス「ツバキネット」開始[1]
- 2022年5月18日 - gotoFM開局[6][2]
- 2025年1月1日 - 福江ケーブルテレビ株式会社からケーブルテレビ事業およびインターネット事業を譲受[7]

## ケーブルテレビ
- 2008年4月[4]から「五島市気象情報」が、2010年4月[8]から五島市提供の市政情報チャンネル「ごとうチャンネル[9]」が放送されるようになった。
- 長崎県内のほぼ全域の事業体で再送信されているテレビ東京系列のTVQ九州放送は、本局では再送信されていない。

### 主な放送チャンネル
コースによっては視聴できないチャンネルあり。一部の有料チャンネルは、割愛。
| デジタル | 放送局                             |
| -------- | ---------------------------------- |
| D011(1)  | NHK長崎総合                        |
| D021(2)  | NHK長崎Eテレ                       |
| D031(3)  | 長崎放送                           |
| D041(4)  | 長崎国際テレビ                     |
| D051(5)  | 長崎文化放送                       |
|          |                                    |
| D081(8)  | テレビ長崎                         |
| D111(11) | つばきチャンネル／ごとうチャンネル |
| 112      | BSテレ東                           |
| 121      | ショップチャンネル                 |
| 122      | QVC                                |

| デジタル       | 放送局                     |
| -------------- | -------------------------- |
| BS101          | NHK BS                     |
| BS141          | BS日テレ                   |
| BS151          | BS朝日                     |
| BS161          | BS-TBS                     |
| BS171          | BSテレ東                   |
| BS181          | BSフジ                     |
| BS191          | WOWOWプライム              |
| BS192          | WOWOWライブ                |
| BS193          | WOWOWシネマ                |
| BS200          | BS10                       |
| BS201          | BS10スターチャンネル       |
| BS211          | BS11                       |
| BS222          | TwellV                     |
| BS231          | 放送大学テレビ             |
| BS234          | グリーンチャンネル         |
| BS236          | BSアニマックス             |
| BS242          | J SPORTS 1                 |
| BS243          | J SPORTS 2                 |
| BS244          | J SPORTS 3                 |
| BS245          | J SPORTS 4                 |
| BS251          | BS釣りビジョン             |
| BS252          | WOWOWプラス                |
| BS255          | 日本映画専門チャンネル     |
| 2BS56          | ディズニー・チャンネル     |
| BS260          | J:COM BS                   |
| BS265          | BSよしもと                 |
| BS531          | 放送大学ラジオ             |
| BS4K101        | NHK BSプレミアム4K         |
| BS4K141        | BS日テレ 4K                |
| BS4K151        | BS朝日 4K                  |
| BS4K161        | BS-TBS 4K                  |
| BS4K171        | BSテレ東 4K                |
| BS4K181        | BSフジ 4K                  |
| BS4K211        | ショップチャンネル 4K      |
| BS4K221        | 4K QVC                     |
| C218           | 東映チャンネル             |
| C219           | 衛星劇場                   |
| C223           | 映画・チャンネルNECO       |
| C227           | ザ・シネマ                 |
| C250           | スカイA                    |
| C254           | GAORA                      |
| C257           | 日テレジータス             |
| C262           | ゴルフネットワーク         |
| C290           | 宝塚スカイステージ         |
| C292           | 時代劇専門チャンネル       |
| C293           | ファミリー劇場             |
| C295           | MONDOTV                    |
| C298 C299      | テレ朝チャンネル           |
| C300           | 日テレプラス               |
| C305           | チャンネル銀河             |
| C307 C308 C309 | フジテレビワンツーネクスト |
| C310           | スーパー！ドラマTV         |
| C311           | アクションチャンネル       |
| C314           | LaLa TV                    |
| C322           | スペースシャワーTV         |

### 地上波系列別再送信局
| NHK-G   | NHK-E   | NNS            | ANN          | JNN      | TXN | FNS        | JAITS |
| ------- | ------- | -------------- | ------------ | -------- | --- | ---------- | ----- |
| NHK長崎 | NHK長崎 | 長崎国際テレビ | 長崎文化放送 | 長崎放送 |     | テレビ長崎 |       |

## gotoFM
gotoFM（ごとうエフエム）は、五島テレビが特定地上基幹放送事業者として行う超短波放送（FM放送）のコミュニティ放送。五島市の福江島の一部を放送区域としている。
総務省九州総合通信局が2022年4月25日に予備免許を交付し、同年同月17日に本免許を交付。その翌日に開局した。長崎県内のコミュニティ放送として8局目の開局となった。
24時間放送を実施。平日午前に生放送番組があるが、平日の録音番組は水曜日に新作が放送された後、木・金・月・火曜で同じ内容が同じ放送時間で放送される。土・日曜も平日の番組を時間を変えて放送している。

### 自社制作番組
- 龍崎鬼一朗のKeep on Dreaming（生放送）
- 鬼一朗と語ろう
- どら！行ってみろじゃん！ ～居心地屋 屋人さん～
- 島の本屋 てるラジ
- 我が村を知ろう。
- 上腕五島筋
- 龍崎鬼一朗のフォークDEロック
- ソラジオ
- ソラとシュウワの坂の上ラジオ
- 熊川シュウワのなんでんよかっち！
- ばびの部屋
- 五島列島 ジオ★ジオ★ラジオ
- ねこひげスパタイム
- ひ～この『らしさ』ヨガ
- 五島日本語学校の『xin chào Goto』
- gotofactory presents おいでよ！わらうん家
- Smile Eyesのトンデモナイト